# Mir (Band)
Mir ist eine kanadische Pop-Band, die 1996 in Halifax gegründet wurde. Ihre Alben wurden bisher in Kanada und Europa veröffentlicht.

## Geschichte
Sänger Asif Illyas und Bassist Shehab Illyas sind Brüder mit Wurzeln in Sri Lanka und haben laut eigenen Angaben schon immer zusammen Musik gemacht und zwar „schon seitdem wir allein essen können“.
Nach dem Studium entschlossen sich beide ihre Leidenschaft zum Beruf zu machen. Sie spielten in verschiedenen Bands, bis sie 1996 Mir gründeten und sich Adam Dowling als Schlagzeuger und zweiten Sänger in die Band holten.
1998 veröffentlichten sie ihre erste EP mit dem Namen What’s Wrong with Being Sexy?.
2001 unterzeichnete die Band einen Vertrag bei Eastwest (Warner), nahm das Debütalbum Invisible Science auf und ging auf eine größere Tour, die sie unter anderem nach Europa führte, wo sie bei Rock am Ring und Rock im Park auftraten. Das Album kam bei den Kritikern gut an und brachte vorwiegend positive Rezensionen ein.
Während dieser Zeit waren Mir in mehreren Kategorien für den kanadischen East Coast Music Award nominiert.
2003 folgte das Album State of Emergency, das speziell für Europa aufgenommen wurde. In Kanada organisiert die Band jährlich ein Charity Konzert unter dem Namen MIR Supershow für hilfsbedürftige Menschen. Dabei gingen 2005 aus dem mit 8.000 Besuchern ausverkauften Konzert Einnahmen von über 100.000 Dollar an Tsunami-Opfer in Sri Lanka.
2006 flogen Asif und Shehab Illyas persönlich nach Sri Lanka um sich dort als Botschafter für einen kanadischen TV-Sender, ein Bild von der Verwendung dieser Gelder zu machen.
Danach gingen sie mit Mir auf große Tour um ihr zweites in Europa veröffentlichtes Album 7 Directions zu promoten.
Der Titel des Albums ist von der indianischen Kultur inspiriert die besagt, dass es 7 Himmelsrichtungen gibt. Neben Nord, Süd, Ost und West zählen auch Oben, Unten und Hier zu den Himmelsrichtungen.
Die Band sagte hierzu: „Wir graben immer weiter nach anderen Richtungen und nach mehr Tiefe in dem was wir tun, also dachten wir, 7 Directions wäre ein guter Name für das Album.“
Im selben Jahr waren Mir wieder für den East Coast Music Award nominiert. Diesmal in den Kategorien Rock/Group of the Year und Songwriter of the Year.
2008 wurde das Album OK2GO! in Kanada veröffentlicht.

## Diskografie
- 1998: What's Wrong with Being Sexy? (EP)
- 2001: Invisible Science
- 2003: State of Emergency (Europa)
- 2004: Invisible Science MMIV (Wiederveröffentlichung)
- 2005: The Acoustic Record
- 2006: 7 Directions
- 2008: OK2GO! (Kanada)